# Вален (Дитмаршен)
Вален (њем. Wallen) општина је у њемачкој савезној држави Шлезвиг-Холштајн. Једно је од 115 општинских средишта округа Дитмаршен. Према процјени из 2010. у општини је живјело 34 становника. Посједује регионалну шифру (AGS) 1051120.

## Географски и демографски подаци
Вален се налази у савезној држави Шлезвиг-Холштајн у округу Дитмаршен. Општина се налази на надморској висини од 1 метара. Површина општине износи 1,9 km². У самом мјесту је, према процјени из 2010. године, живјело 34 становника. Просјечна густина становништва износи 18 становника/km².